# Senato (Ciad)
Il Senato del Ciad (in arabo مجلس الشيوخ‎?, majlis alshuyukh, in francese Sénat) è la camera alta del Parlamento del Ciad.

## Composizione e poteri
Il Senato è composto da 69 deputati, aventi mandato sessennale e rappresentanti le Regioni del Ciad. Nello specifico, ciascuna ha diritto ad una rappresentanza di 3 senatori, di cui 2 eletti direttamente dall’organo a partire da un collegio elettorale di consiglieri regionali e municipali, ed il restante (per un totale, dunque, di 23 senatori) nominato direttamente dalla Presidenza della Repubblica, consultati gli organi locali.

## Storia
Originariamente creato con la revisione costituzionale del 2018, la nuova camera alta non venne mai implementata, e dunque restò solo teoricamente da disporre anche in seguito al subentro di Mahamat Déby Itno alla presidenza dopo la morte di suo padre.
Nel 2023, in seguito all’approvazione del nuovo progetto costituzionale in un referendum, venne definitivamente confermata la presenza del Senato, sebbene la sua organizzazione fu delegata ad una specifica legge organica da formulare da parte della futura Assemblea nazionale, una volta riunitasi dopo le elezioni.
Poco tempo dopo che queste si tennero in data 29 dicembre 2024, dunque, e che la nuova Assemblea fosse entrata ufficialmente in sessione il 4 febbraio 2025, fu presto presentato un disegno di legge avente valore costituzionale volto ad istituire la nuova camera, il cui esito positivo determinò dunque l’indizione delle elezioni per il successivo 25 febbraio e la prima seduta per il 7 marzo.
Tenutesi dunque le elezioni, con l’elezione del Presidente nella medesima data, il Senato ha ufficialmente iniziato la propria attività.